# Joachim Englisch
Joachim Englisch (* 1973) ist ein deutscher Rechtswissenschaftler.

## Leben
Joachim Englisch studierte nach dem Wehrdienst von 1993 bis 1998 Rechtswissenschaften und bis zum Vordiplom auch Betriebswirtschaftslehre in Saarbrücken, Salamanca und Köln. Er absolvierte 1998 bzw. 2001 sein Erstes und Zweites Staatsexamen in Nordrhein-Westfalen. Dann war er zunächst wissenschaftlicher Mitarbeiter, von 2004 bis 2007 wissenschaftlicher Assistent am Institut für Steuerrecht der Universität zu Köln. 2004 wurde er am dortigen Institut für Steuerrecht mit einer von Joachim Lang betreuten Arbeit zur Dividendenbesteuerung promoviert. Seine Kölner Habilitationsschrift zur Wettbewerbsgleichheit im internationalen Handel wurde von der Deutschen Forschungsgemeinschaft gefördert und mit dem Albert-Hensel-Preis ausgezeichnet. 2007 erhielt er die Lehrbefugnis für Öffentliches Recht, Steuerrecht und Europarecht.
Mit Wirkung zum 1. Januar 2008 wurde Joachim Englisch auf einen Lehrstuhl für Öffentliches Recht, Finanzrecht und Steuerrecht an der Universität Augsburg berufen. 2010 wechselte er an die Universität Münster und übernahm dort einen Lehrstuhl für öffentliches Recht und Steuerrecht. Seit 2011 ist er in der Nachfolge von Dieter Birk Direktor des dortigen Instituts für Steuerrecht. Ab Herbst 2018 hatte er den Alfred-Grosser-Lehrstuhl am Institut d’études politiques de Paris (Sciences Po) inne und hat an weiteren ausländischen Universitäten als Gastprofessor gelehrt, darunter Oxford, Lissabon und Sao Paulo.
Forschungsschwerpunkte von Joachim Englisch bilden das europäische und internationale Recht der direkten und indirekten Steuern, Verfassungsfragen der Besteuerung sowie die Bedeutung der Digitalisierung für das Steuerrecht. Zu diesen Themen veröffentlicht und hält er regelmäßig Vorträge im In- und Ausland. Seit 2008 ist er Mitautor des Standardwerks „Tipke/Lang“ zum deutschen Steuerrecht.
Seit 2018 engagiert sich Englisch insbesondere für die sachgerechte Ausgestaltung einer internationalen Mindeststeuer auf Konzerngewinne. Er hat hierzu verschiedene Arbeiten veröffentlicht und die OECD/G20, staatliche Stellen, NGOs und Politiker beraten.

## Cum-Ex-Skandal
Zwischen 2009 und 2011 verfasste Englisch vergütete Gutachten zu Cum-Ex-Transaktionen für Hanno Berger, der als ein führender Initiator dieser Transaktionen gilt. Die Idee hinter den Transaktionsgeschäften war, dass zwei verschiedene Personen mit jeweils einer Steuerbescheinigung sich jeweils die gesamte Kapitalertragsteuer vom Finanzamt erstatten lassen konnten, die nur einmalig bei der Transaktion einbehalten worden war. In seinen Gutachten kam Englisch zu dem Fazit, dass die Transaktionen legal seien. Für die Gutachten erhielt er Zahlungen von bis zu 250.000 Euro pro Gutachten bei einem Stundenhonorar von 500 bis 600 Euro.
In einem Fachaufsatz aus 2010 hat Englisch Vorschläge zur Unterbindung von Cum-Ex-Geschäften gemacht, die 2011 vom Gesetzgeber aufgegriffen und umgesetzt wurden. 2012 veröffentlichte Englisch einen Artikel in der „Börsen-Zeitung“, in dem er auf Basis seiner Annahmen von einer „wohl haltlose[n] Kriminalisierung“ der Cum-Ex-Modelle schrieb, ohne seine Verbindung zu Berger offenzulegen. In den folgenden Jahren korrigierte Englisch, nach eigener Aussage auf Grund der ihm dann vorliegenden Fakten, im Artikel getroffene Aussagen.
Im Jahr 2016 wurde Englisch als Zeuge im Untersuchungsausschuss der 18. Wahlperiode des Deutschen Bundestages zum Cum-Ex-Skandal geladen. Englisch verteidigte seine Gutachten vor dem Untersuchungsausschuss damit, dass lediglich eine Gesetzeslücke ausgenutzt wurde. Dieser Argumentation widerspricht die Rechtsprechung; insbesondere der Bundesgerichtshof kam im Urteil vom 28. Juli 2021 zu der Entscheidung, dass es abwegig sei, zu dem Schluss zu kommen, dass eine Anrechnung von Kapitalertragsteuer unabhängig von ihrer Erhebung allein aufgrund der Steuerbescheinigung möglich sein könne. Zudem sagte Englisch vor dem Untersuchungsausschuss aus, dass er erst später gelesen habe, wie die Cum-Ex-Modelle funktionieren würden. Er erklärte, über den Ablauf der Geschäfte im Unklaren gelassen worden zu sein und sie vor diesem Hintergrund als rechtmäßig beurteilt zu haben.
Medien und Wissenschaftler wie Benjamin Lahusen kritisierten Englisch und andere Steuerrechts-Wissenschaftler wie Marc Desens dafür, dass sie „eben jenen Staat, der sie bezahlt, um die Mittel bringen, mit denen er sie bezahlt.“
Nachdem das zweite Urteil wegen Steuerhinterziehung zulasten Hanno Berger im Oktober 2024 rechtskräftig geworden war, wurden am 28. Januar 2025 die Büroräume von Englisch an der Universität Münster von der Staatsanwaltschaft Bonn durchsucht. Zu den Ermittlungen und der Durchsuchung äußerte Englisch sich nicht.

## Veröffentlichungen (Auswahl)

### (Mit-)Herausgeber (Auswahl)
- Seit 2015: Handbuch Europäisches Steuerrecht; Verlag Dr. Otto Schmidt. Köln 2020, ISBN 978-3-504-26018-7
- Seit 2015: Steuer und Wirtschaft (Zeitschrift); Verlag Dr. Otto Schmidt, Köln.
- Seit 2015: Veröffentlichungen zum Steuerrecht, Verlag Mohr Siebeck, Tübingen.
- Seit 2019: EC Tax Review (Zeitschrift); Kluwer Law International.

### Autor (Auswahl)
(Quelle:)
- Bindende „tatsächliche“ und „rechtliche“ Verständigungen zwischen Finanzamt und Steuerpflichtigen. Bonn 2004, ISBN 3-89737-112-X.
- Fälle und Lösungen zum Sachenrecht. Übungsklausuren mit gutachterlichen Lösungen und Übersichten. Stuttgart 2005, ISBN 3-415-03582-4.
- Dividendenbesteuerung. Europa- und verfassungsrechtliche Vorgaben im Vergleich der Körperschaftssteuersysteme Deutschlands und Spaniens. Otto-Schmidt-Verlag, Köln 2005, ISBN 3-504-64233-5.
- Die duale Einkommensteuer – Reformmodell für Deutschland?. Schriftenreihe des Instituts für Finanzen und Steuern, Nr. 432, Bonn 2005, ISBN 3-89737-127-8.
- Wettbewerbsgleichheit im grenzüberschreitenden Handel – mit Schlussfolgerungen für indirekte Steuern. Zugl. Habil. Köln 2006. Schriftenreihe „Jus Publicum“, Verlag Mohr Siebeck, 2008, 837 Seiten.
- Curbing Abusive International Tax Planning Under EU Law: The Case of the Merger Directive. CISS (Wolters Kluwer), Madrid, 2012, 89 Seiten.
- Reformbedarf und Reformoptionen beim Ehegattensplitting (mit J. Becker). Schriftenreihe des Instituts für Finanzen und Steuern, Nr. 510, 2016, 86 Seiten.
- Die Abgeltungsteuer für private Kapitalerträge – ein verfassungswidriger Sondertarif. Schriftenreihe „Veröffentlichungen zum Steuerrecht“, Verlag Mohr Siebeck, 2016, 94 Seiten.[17]

## Mitgliedschaften (Auswahl)
- Seit 2009: Mitglied der Technical Advisory Group der WP9 des OECD Committee on Fiscal Affairs.[18]
- Seit 2010: Stellv. Vorsitzender des Umsatzsteuerforum e.V.[19]
- Seit 2010: Mitglied im wissenschaftlichen Beirat der Deutschen Steuerjuristischen Gesellschaft e.V.[20]
- Seit 2012: Mitglied der VAT Expert Group der EU-Kommission.[21]
- Seit 2021: Research Fellow am EU Tax Observatory.[22]

## Auszeichnungen
- 2005: Hans-Flick-Ehrenpreis der Bonner Vereinigung zur Förderung des Steuerrechts, für seine Dissertation.
- 2007: Albert-Hensel-Preis der Deutschen Steuerjuristischen Gesellschaft, für seine Habilitation.[23]
- 2011: Premio Fiscalidad Internacional der Universidad Autónoma Madrid-CISS-Deloitte.[24]